# D.D. Lewis (giocatore di football americano 1979)
De'Andre De'Wayne Lewis, detto D.D. (Bremerhaven, 8 gennaio 1979), è un ex giocatore di football americano statunitense che ha militato nel ruolo di linebacker nella National Football League (NFL).

## Carriera universitaria
Lewis al college giocò a football a Texas dal 1998 al 2001, stabilendo il record dell'istituto per fumble recuperati in carriera. Iniziò la carriera nel college football come running back ma, chiuso da Ricky Williams, passò in seguito nel ruolo di linebacker. Nell'ultima stagione fu inserito nella terza formazione All-American e nella formazione ideale della Big 12 Conference.

## Carriera

### Seattle Seahawks
Dopo non essere stato scelto nel Draft NFL 2002, Lewis firmò con i Seattle Seahawks e nella sua stagione da rookie disputò tutte le 16 partite, mettendo a segno 24 tackle. Dopo la stagione 2003 firmò un nuovo contratto con la squadra. Nel 2005 disputò 12 gare come titolare nella squadra che raggiunse il Super Bowl XL. In quella partita bloccò il quarterback dei Pittsburgh Steelers Ben Roethlisberger durante una controversa chiamata arbitrale con gli avversari che segnarono un touchdown. e alla fine vinsero il titolo. Nella stagione 2006 mise a segno l'unico sack in carriera. Dopo un infortunio al piede perse il resto dell'annata, alla fine della quale divenne free agent.

### Denver Broncos
Il 26 aprile 2007 Lewis firmò un contratto di un anno con i Denver Broncos, con cui disputò cinque partite, senza mettere a segno alcun passaggio. Il 15 ottobre 2007 fu svincolato dietro sua richiesta.

### Ritorno ai Seattle Seahawks
Il 25 marzo 2008 Lewis firmò un contratto di un anno per fare ritorno ai Seahawks. Nominato uno dei capitani della squadra, quella stagione disputò 14 partite, di cui 2 come titolare, con 36 tackle.
Lewis firmò con Seattle il 14 marzo 2009, giocando come riserva dell'outside linebacker Aaron Curry. Il 5 settembre 2009 fu svincolato ma firmò nuovamente cinque giorni dopo. In quella che fu un'ultima stagione in carriera rallentata dagli infortuni, chiuse con 12 presenze e 7 placcaggi.

## Palmarès

### Franchigia
- National Football Conference Championship: 1

Seattle Seahawks: 2005